# FUKUYAMA MASAHARU LIVE FILM 言霊の幸わう夏 @NIPPON BUDOKAN 2023
『FUKUYAMA MASAHARU LIVE FILM 言霊の幸わう夏@NIPPON BUDOKAN 2023』（フクヤママサハル ライブフィルム コトダマノサキワウナツ アット ニッポンブドウカン 2023）は、日本の男性シンガーソングライター・福山雅治の初のライブ・フィルムであり、日本武道館で開催された、2023年8月13日公演を撮影した作品。

## 概要
福山初のライブフィルム。自身が監督を務め、ライブの総合演出、映像、音の全てを監修した作品である。
実際のライブを、40台以上のカメラと日本武道館史上初である、アリーナに観客を入れた状態でのドローン撮影を実施するなどハイクォリティの映像が収録された。
2024年1月12日から、全国30カ所のドルビーシネマ等の劇場音響設備のある映画館にて、7日間の先行上映が行われた。その後、同年1月19日から4週間、全国上映された。

## セットリスト
1. 少年
2. 暗闇の中で飛べ
3. 零 -ZERO-
4. BEAUTIFUL DAY
5. 18 ～eighteen～
6. 虹
7. 巻き戻した夏
8. squall
9. ひまわり
10. 想望
11. KISSして
12. HEAVEN
13. 妖
14. 革命
15. あの夏も海も空も
16. 光
17. ヒトツボシ
18. クスノキ
19. Dear

END ROLL

家族になろうよ

## 映像作品

### リリース
本ライブ・フィルムのBlu-ray/DVDが2024年12月18日にアミューズから発売された。

ファンクラブ限定BROS.盤Blu-ray/DVD、初回限定盤Blu-ray/DVD、通常盤Blu-ray/DVDの６形態での販売。

### 収録内容
劇場公開とAmazon Prime Videoの配信では未収録だった5曲も加えた完全版として発売される。Blu-ray/DVDには本編映像に加え、音声コンテンツ「福山とエンジニアによるスペシャル対談」も収録される。

#### 本編映像
01.少年

02.暗闇の中で飛べ

03.零 -ZERO-

04.甲子園　＊

05.BEAUTIFUL DAY

06.18 ～eighteen～

07.虹

08.巻き戻した夏

09.Squall

10.ひまわり

11.想望

12.Revolution//Evolution　＊

13.KISSして

14.HEAVEN

15.それがすべてさ　＊

16.妖

17.革命

18.明日の☆SHOW　＊

19.あの夏も 海も 空も

-ENCORE-

20.光

21.ヒトツボシ

22.クスノキ

-D.ENCORE-

23.Dear

-END ROLL-

24. 家族になろうよ

-BONUS TRACK-

道標（D.ENCORE ver.）＊

音声コンテンツ「福山とエンジニアによるスペシャル対談」＊

（＊Blu-ray＆DVD追加収録楽曲）

#### 特典

##### ファンクラブ限定BROS.盤
ライブ本編の音源CD、フォトブック、フォトカード、公演期間に開催された縁日のスーパーボールと金テープが封入される。

##### 初回限定盤
ライブ本編の音源CD、フォトブック、フォトカードが封入される。

## コンサート

### 概要
タイトルは『FUKUYAMA MASAHARU LIVE@NIPPON BUDOKAN 2023 言霊の幸わう夏』。2023年の夏に日本武道館で行われた単発公演である。福山が日本武道館で単独ライブを行うのは、３回目となる。また、本公演は前回のツアー以降、約３年半ぶりの声出し可能な公演となった。

また、全公演にて会場に設置された定点カメラの映像をオンラインで配信する『生中継!最前列オンラインチケット!!』が販売された。最終日の8月13日公演のみ、15日までのアーカイブ配信が実施された。

### 開催日時・会場
| 開催日   | 開演時間 | 会場       |
| -------- | -------- | ---------- |
| 08月10日 | 18:00    | 日本武道館 |
| 08月12日 | 15:00    | 日本武道館 |
| 08月13日 | 15:00    | 日本武道館 |

### 会場外企画
会場隣接の北の丸公園内の科学技術館にて、公演に合わせ「楠神社」と縁日が開催され、ライブロゴ入りのスーパーボールすくいや射的、輪投げ等の屋台や地底人ラジオとのコラボお面などのオリジナルグッズの販売が行われた。